# Tkańcowate
Tkańcowate (Nesticidae) – rodzina pająków z podrzędu Opisthothela. W Polsce występuje jeden gatunek - tkaniec (Nesticus cellulanus).
Rodzina Nesticidae zawiera niewiele ponad 200 gatunków podzielonych na 9 rodzajów, z których wiele związanych jest ze środowiskiem jaskiń lub nawisów skalnych. Rodzaj Nesticus jest rodzajem typowym rodziny tkańcowatych, a jego przedstawiciele występują na całym świecie. Niektóre, uznane obecnie za zagrożone wyginięciem gatunki ze spokrewnionego rodzaju Eidmannella wyspecjalizowały się szczególnie w jaskiniach Teksasu, zasiedlając niezwykle niedostępne miejsca. Jeden gatunek, Eidmannella pallida spotykany jest w jaskiniach i nawisach skalnych, ale również na polach uprawnych i innych otwartych siedliskach. 
Rodzina Tkańcowatych jest blisko spokrewniona z rodziną omatnikowatych (Theridiidae). Podobnie,  jak  omatnikowate, pająki te mają rząd ząbkowanej szczeciny na tylnych odnóżach, które służą do ściągania nici przędnych z kądziołków przędnych.

## Rodzaje
- Aituaria Esyunin & Efimik, 1998 (Rosja, Gruzja)
- Canarionesticus Wunderlich, 1992 (Wyspy Kanaryjskie)
- Carpathonesticus Lehtinen & Saaristo, 1980 (wschodnia Europa, Włochy)
- Cyclocarcina Komatsu, 1942 (Japonia)
- Eidmannella Roewer, 1935 (kosmopolityczny)
- Gaucelmus Keyserling, 1884 (Afryka, Australia, Azja)
- Nesticella Lehtinen & Saaristo, 1980 (Afryka, Azja, Australia)
- Nesticus Thorell, 1869 (Ameryka, Eurazja)
- Typhlonesticus Kulczyński, 1914 (Czarnogóra)